# Funktionalität (Chemie)
| Monofunktionelle Verbindungen |
| ----------------------------- |
| Essigsäuremethylester         |
| Thiophenol                    |
| Ethylamin                     |

| Difunktionelle Verbindungen |
| --------------------------- |
| Malonsäure                  |
| 2-Aminoethanol              |
| Glycin                      |

| Trifunktionelle Verbindungen |
| ---------------------------- |
| Glycerin                     |
| (R)-Cystein                  |

Funktionalität beschreibt in der Chemie das Vorhandensein funktioneller Gruppen in einem Molekül. In der organischen Chemie (und den sonstigen Gebieten der Chemie) hat die Funktionalität eines Moleküls entscheidenden Einfluss auf die Reaktivität von Molekülen. In der Polymerchemie ist mit der Funktionalität eines Monomers die Zahl seiner polymerisierbaren Gruppen gemeint, sie hat Auswirkungen auf die Bildung und den Vernetzungsgrad von Polymeren.
Ein monofunktionelles Molekül besitzt eine Funktion, ein bifunktionelles Molekül zwei, ein trifunktionelles drei Funktionen etc.

## Funktionalität in der organischen Chemie und den Materialwissenschaften
In der organischen Chemie wird Funktionalität häufig als Synonym zur funktionellen Gruppe verwendet. So wird z. B. eine Hydroxygruppe auch als HO-Funktionalität bezeichnet.
Als Funktionalisierung wird das Einführen von funktionellen Gruppen bezeichnet, beispielsweise
- das Funktionalisieren einer Oberfläche[3] (z. B. Silanisierung zur gezielten Veränderung der Haftfähigkeit dieser Oberfläche),
- die Funktionalisierung von Nanopartikeln eines Metalls oder Metalloxids zur Stabilisierung solcher Nanopartikel[4] oder
- das als C-H-Funktionalisierung[5]) bezeichnete Ersetzen einer C-H-Bindung durch eine an dasselbe Kohlenstoffatom gebundene funktionelle Gruppe.

## Funktionalität in der Polymerchemie
Laut IUPAC ist die Funktionalität eines Monomers definiert als die Zahl der Bindungen, die ein Monomer bzw. dessen Wiederholeinheit in einem Polymer zu anderen Monomeren eingeht. Bei einer Funktionalität von f = 2 ergibt sich damit durch Polymerisation ein lineares Polymer (ein Thermoplast). Monomere mit einer Funktionalität f ≥ 3 führen zu einer Verzweigungsstelle, was zu vernetzten Polymeren (Duroplasten) führen kann. Monofunktionale Monomere existieren demnach nicht, da derartige Moleküle zu einem Kettenabbruch führen.
Aus der durchschnittlichen Funktionalität der verwendeten Monomere lässt sich das Erreichen des Gelpunkts in Abhängigkeit vom Reaktionsumsatz berechnen. Nebenreaktionen können die Funktionalität erhöhen oder erniedrigen.
IUPAC-Definition und die Verwendung des Wortsinns in der organischen Chemie unterscheiden sich jedoch bezüglich der Funktionalität einer Doppelbindung. Besitzt diese in der Polymerchemie eine Funktionalität von zwei (da zwei Anknüpfungspunkte zur weiteren Polymerkette vorhanden sind, an jedem der beiden benachbarten Kohlenstoffatom eine), ist in der organischen Chemie ist eine Doppelbindung eine funktionelle Gruppe und besitzt damit eine Funktionalität von eins.